# Centre de ressources pour les intervenants auprès d'auteurs de violences sexuelles
Les Centres de Ressources pour Intervenants auprès d'Auteurs de Violences Sexuelles ou CRIAVS sont des services publics dépendant du Ministère des Solidarités et de la Santé rattachés à des établissements de soin, centres hospitaliers ou centres hospitalo-universitaires. Le champ d'intervention des CRIAVS est à la frontière entre le champ sanitaire, social et judiciaire, et les dispositifs de prise en charge des auteurs d'infraction à caractère sexuel (en particulier l'injonction de soins).

## Historique
La loi du 17 juin 1998 relative à la prévention et à la répression des infractions sexuelles ainsi qu’à la protection des mineurs, a instauré en France l’injonction de soins comme modalité centrale de l’exécution de la peine pour les auteurs d’infraction à caractère sexuel. Depuis, les CRIAVS, structures de service public, œuvrent à mettre à disposition des outils de prévention, et de prise en charge des violences sexuelles, mais aussi s'adressent aux professionnels ou institutions concernés par cette problématique des violences sexuelles et des soins à apporter aux auteurs des infractions. 
Dix ans plus tard, en 2008, une  Fédération française des CRIAVS (FFCRIAVS) est créée en pour mutualiser les ressources des 26 centres existants, les aider et mettre en place des projets à l'échelle nationale et internationale.
Depuis 2017, des outils de préventions à l'attention des jeunes adultes ont été mis au point. Ils abordent notamment la notion de consentement y compris dans l'intimité d'un couple avec des vidéos sur internet, des dépliants et des affiches. Des documents sont élaborés précisant les notions juridiques, par exemple sur la différence entre violence sexuelle, qui peut-être physique ou psychologique et harcèlement. 
Depuis novembre 2019, conformément aux propositions issues de la Mission Commune d'Information « Infractions sexuelles sur mineurs commises par des adultes dans le cadre de leur métier ou de leur fonction » du Sénat, les CRIAVS expérimentent un numéro d'appel unique d'évaluation et d'orientation des personnes attirées par les enfants. Ce dispositif est inclus dans le Pacte pour l'enfance du secrétariat d'état à la protection de l'enfance, et est étendu à toute la France fin 2020.

## Missions
Les principales missions de ces centres de ressources, appuyés par leur fédération :
- Formation
- Prévention
- Mise à disposition et diffusion de matériels d'information et de documentation

La circulaire du 13 avril 2006 précise que la mission documentaire des CRIAVS consiste à « Rechercher, rassembler, mettre à la disposition et faire connaître des professionnels toute la documentation et la littérature sur les auteurs de violences sexuelles ». Pour assurer cette mission, les CRIAVS se sont organisés en réseau documentaire soutenu par un catalogue en ligne financé par la FFCRIAVS.